# Івановка (Пудостське сільське поселення)
Івановка (рос. Ивановка) — присілок у Гатчинському районі Ленінградської області Російської Федерації.
Населення становить 1115 осіб. Належить до муніципального утворення Пудостське сільське поселення.

## Географія
Населений пункт розташований на південній околиці міста Санкт-Петербурга.

## Історія
Згідно із законом від 16 грудня 2004 року № 113—оз належить до муніципального утворення Пудостське сільське поселення.

## Населення
| 2007 | 2010 | 2017  |
| ---- | ---- | ----- |
| 1054 | ↘971 | ↗1115 |